# .ws
.ws è il dominio di primo livello nazionale assegnato alle Samoa.
Negli anni 2000 è stato pubblicizzato dalla statunitense Global Domain International come dominio generico (abbreviazione di website). Secondo una ricerca di McAfee pubblicata nel dicembre 2009, il dominio .ws ospita numerosi siti che distribuiscono malware.
Negli anni 2010 sono stati registrati numerosi domini contenenti emoji, principalmente a scopi promozionali.